# Día de conmemoración del genocidio armenio
El día de conmemoración del genocidio armenio (en armenio: Մեծ Եղեռնի զոհերի հիշատակի օր Mets Yegherrni zoheri hishataki or, en turco: Ermeni Soykırımı Anma Günü) es un feriado nacional en Armenia y la República de Nagorno-Karabaj y es observado por la diaspora armenia el 24 de abril. Se celebra anualmente para conmemorar a las víctimas del genocidio armenio de 1915. En Ereván, la capital de Armenia, cientos de miles de personas caminan hacia el Monumento Tsitsernakaberd para dejar flores bajo la llama eterna.

## Historia
La fecha del 24 de abril conmemora la deportación de los intelectuales armenios del 24 de abril de 1915 de Constantinopla (actual Estambul, Turquía), cuando las autoridades otomanas detuvieron a cerca de 250 miembros de la comunidad. 
La primera conmemoración, organizada por un grupo de sobrevivientes del Genocidio Armenio, se llevó a cabo en Estambul, en la iglesia armenia de la Santa Trinidad, donde muchas importantes figuras de la comunidad armenia fueron partícipes. 
Luego de su conmemoración inicial en 1919, la fecha se convirtió en el día de conmemoración anual del Genocidio Armenio.
El 9 de abril de 1975, la Cámara de Representantes de Estados Unidos aprobó la Resolución Conjunta 148 en la que designó al 24 de abril como el Día Nacional de la Conmemoración de la Inhumanidad del Hombre contra el Hombre.  La Resolución conmemoraba a las víctimas de genocidios, especialmente a aquellas de origen armenio que fallecieron en el genocidio perpetrado en 1915, No obstante, la resolución no llegó a ser aprobada por el Comité Judicial del Senado debido a la fuerte oposición del presidente Gerald Ford a lo que veía como una amenaza a la alianza estratégica de los Estados Unidos con Turquía.
En 1988, la RSS de Armenia adoptó de manera formal al 24 de abril como un día público de conmemoración.
En 1997 la Asamblea Estatal de California declaró el 24 de abril como un Día de Conmemoración del Genocidio Armenio de 1915-1923, y de las víctimas del Pogromo de Sumgait de 1988 y el Pogromo de Bakú de 1990.: 232 
El calendario oficial de la Argentina ubica en esta fecha al Día de acción por la tolerancia y el respeto entre los pueblos. El día no laborable para recordar este episodio fue sancionado por ley del Congreso Nacional el 13 de diciembre de 2006. Más tarde, en 2011, un fallo de la Justicia federal le dio reconocimiento judicial.
Este día también ha sido utilizado por los asirios para conmemorar el genocidio asirio, especialmente entre los miembros de la diáspora.
En la actualidad, treinta y tres países lo reconocen como tal. Aunque consideran innegable que el suceso ocurrió, no utilizan el término "genocidio" para referirse al hecho.